# Normalisator
Der Normalisator ist ein Begriff aus dem mathematischen Teilgebiet der Gruppentheorie.

## Definition
Es seien {\displaystyle G} eine Gruppe und {\displaystyle U} eine nichtleere Teilmenge von {\displaystyle G}. Der Normalisator von {\displaystyle U} in {\displaystyle G} ist definiert als
{\displaystyle N_{G}(U):=\left\{g\in G\mid gUg^{-1}=U\right\}}.
Dabei ist {\displaystyle gUg^{-1}=\left\{gug^{-1}\mid u\in U\right\}}, entsprechend der Definition des Komplexproduktes.
Mit anderen Worten: Der Normalisator {\displaystyle N_{G}(U)} besteht aus denjenigen {\displaystyle g\in G}, für die gilt, dass {\displaystyle U} unter Konjugation mit {\displaystyle g} invariant ist. (Man sagt, dass diese Elemente {\displaystyle U} normalisieren.)
Man beachte, dass lediglich gefordert wird, dass {\displaystyle U} als Ganzes festbleibt, im Allgemeinen gilt also für einzelne Elemente {\displaystyle u\in U} und {\displaystyle g\in N_{G}(U)} durchaus {\displaystyle gug^{-1}\neq u}; es gilt aber stets {\displaystyle gug^{-1}\in U}.

## Eigenschaften
- Der Normalisator ist eine Untergruppe von {\displaystyle G}.[3]
- Der Index des Normalisators {\displaystyle N_{G}(U)} liefert die Anzahl der unterschiedlichen Konjugierten {\displaystyle gUg^{-1}} der Menge {\displaystyle U}, d. h. {\displaystyle |\{gUg^{-1}\mid g\in G\}|=[G:N_{G}(U)]}.
- Eine Untergruppe {\displaystyle U} ist stets Normalteiler in ihrem Normalisator {\displaystyle N_{G}(U)}.[3] Genauer: {\displaystyle N_{G}(U)} ist die bezüglich Inklusion größte Untergruppe von {\displaystyle G}, in der {\displaystyle U} Normalteiler ist.
- Eine Untergruppe ist genau dann Normalteiler in {\displaystyle G}, wenn ihr Normalisator ganz {\displaystyle G} ist.[3]
- Man kann den Normalisator auch wie folgt einführen:
Sei {\displaystyle G} eine Gruppe. Man lasse {\displaystyle G} auf der Potenzmenge von {\displaystyle G} durch Konjugation operieren. Dann ist der Stabilisator dieser Operation für eine gegebene Teilmenge von {\displaystyle G} gerade der Normalisator dieser Teilmenge.

## Beispiel
Es sei {\displaystyle G} die Gruppe der invertierbaren {\displaystyle n\times n}-Matrizen (mit reellen Einträgen) für eine natürliche Zahl {\displaystyle n}. Weiter sei {\displaystyle U} die Untergruppe der Diagonalmatrizen. Dann ist der Normalisator von {\displaystyle U} in {\displaystyle G} die Gruppe der Matrizen, bei denen in jeder Zeile und in jeder Spalte genau ein Eintrag ungleich null ist. Der Quotient {\displaystyle N_{G}(U)/U} ist isomorph zur symmetrischen Gruppe {\displaystyle S_{n}}.

## Verwandte Begriffe
Fordert man, dass {\displaystyle U} elementweise invariant unter der Konjugation mit Gruppenelementen ist, erhält man den stärkeren Begriff des Zentralisators {\displaystyle Z_{G}(U)}. Der Zentralisator ist ein Normalteiler im jeweiligen Normalisator.